# Сероле
Сероле (итал. Serole) је насеље у Италији у округу Асти, региону Пијемонт.
Према процени из 2011. у насељу је живело 16 становника. Насеље се налази на надморској висини од 601 м.

## Становништво
Према резултатима пописа становништва 2011. у општини је живело 142 становника.
| 1931. | 1936. | 1951. | 1961. | 1971. | 1981. | 1991. | 2001. | 2011. |
| ----- | ----- | ----- | ----- | ----- | ----- | ----- | ----- | ----- |
| 588   | 595   | 469   | 268   | 214   | 197   | 189   | 163   | 142   |